# Úrvalsdeild 2019
Úrvalsdeild 2019 nebo také Pepsi Max-deild karla 2019 byl 108. ročníkem islandské nejvyšší fotbalové ligy. Vítězem se stal tým KR, pro který to byl 27. titul v historii; obhájce titulu Valur skončil na šestém místě. KR se kvalifikoval do 1. předkola Ligy mistrů UEFA 2020/21, ligové umístění stačilo Breiðabliku a FH k 1. předkolu Evropské ligy UEFA 2020/21, ke kterým se díky vítězství v poháru připojil Víkingur. Do druhé ligy sestoupily týmy Grindavík a ÍBV.

## Tabulka
| Poř. | Tým        | Z  | V  | R  | P  | VG | OG | B  |
| ---- | ---------- | -- | -- | -- | -- | -- | -- | -- |
| 1.   | KR         | 22 | 16 | 4  | 2  | 44 | 23 | 52 |
| 2.   | Breiðablik | 22 | 11 | 5  | 6  | 45 | 31 | 38 |
| 3.   | FH         | 22 | 11 | 4  | 7  | 40 | 36 | 37 |
| 4.   | Stjarnan   | 22 | 9  | 8  | 5  | 40 | 34 | 35 |
| 5.   | KA         | 22 | 9  | 4  | 9  | 34 | 34 | 31 |
| 6.   | Valur      | 22 | 8  | 5  | 9  | 38 | 34 | 29 |
| 7.   | Víkingur   | 22 | 7  | 7  | 8  | 37 | 35 | 28 |
| 8.   | Fylkir     | 22 | 8  | 4  | 10 | 38 | 44 | 28 |
| 9.   | HK         | 22 | 7  | 6  | 9  | 29 | 29 | 27 |
| 10.  | ÍA         | 22 | 7  | 6  | 9  | 27 | 32 | 27 |
| 11.  | Grindavík  | 22 | 3  | 11 | 8  | 17 | 28 | 20 |
| 12.  | ÍBV        | 22 | 2  | 4  | 16 | 23 | 52 | 10 |

|  | Postup do 1. předkola Ligy mistrů UEFA 2020/21   |
|  | Postup do 1. předkola Evropské ligy UEFA 2020/21 |
|  | Sestup do 1. deild karla 2020                    |

## Nejlepší střelci
| Rank | Player                       | Club       | Goals |
| ---- | ---------------------------- | ---------- | ----- |
| 1    | Gary Martin                  | Valur/ÍBV  | 14    |
| 2    | Steven Lennon                | FH         | 13    |
| 2    | Thomas Mikkelsen             | Breiðablik | 13    |
| 2    | Elfar Árni Aðalsteinsson     | KA         | 13    |
| 2    | Hilmar Árni Halldórsson      | Stjarnan   | 13    |
| 6    | Geoffrey Castillion          | Fylkir     | 10    |
| 6    | Hallgrímur Mar Steingrímsson | KA         | 10    |
| 8    | Patrick Pedersen             | Valur      | 8     |
| 8    | Pálmi Rafn Pálmason          | KR         | 8     |
| 8    | Morten Beck Guldsmed         | FH         | 8     |